# Óros Thryptís
Óros Thryptís är ett berg i Grekland.   Det ligger i regionen Kreta, i den sydöstra delen av landet, 400 km sydost om huvudstaden Aten. Toppen på Óros Thryptís är 1 454 meter över havet.
Terrängen runt Óros Thryptís är kuperad åt sydost, men åt nordväst är den bergig. Óros Thryptís är den högsta punkten i trakten. Runt Óros Thryptís är det ganska glesbefolkat, med 24 invånare per kvadratkilometer. Närmaste större samhälle är Ierapetra, 14,3 km sydväst om Óros Thryptís. 